# Jaciment de La Gran Dolina
La Gran Dolina és un jaciment arqueològic situat a la part nord de la coneguda Trinxera del Ferrocarril, a la Serra d'Atapuerca. Té una seqüència estratigràfica de 18 metres que inicialment es va dividir en onze unitats, de TD1 a TD11, de base a sostre, que van ser revisades en estudis estratigràfics posteriors.

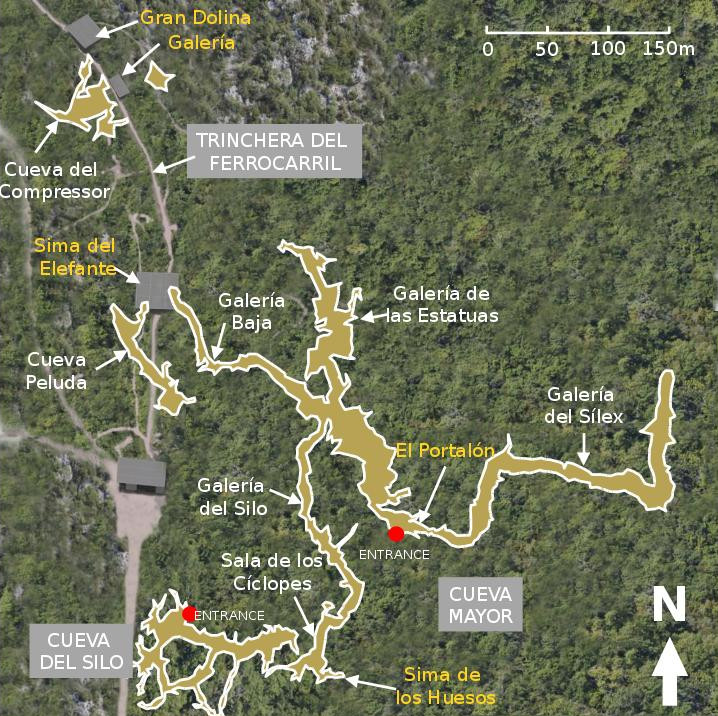
Plànol dels jaciments

Les primeres intervencions a la Gran Dolina es van dur a terme entre els anys 1981 i 1989 i van afectar una superfície d’uns 30 m² dels sediments de la part alta del dipòsit corresponents a la unitat TD10. En els anys 1990 i 1991 es va treballar en els sediments més antics que estaven descoberts a la part baixa de la Gran Dolina. En aquests sediments, pertanyents a la unitat TD3-4, es van trobar les proves més antigues d'activitat humana en aquest jaciment. Les intervencions posteriors es van iniciar l'any 1993 quan es va fer un sondeig d’uns 6 m² que va permetre conèixer la seqüència cultural i bioestratigràfica del jaciment, així com descobrir les restes d'Homo antecessor. L'any 1996 es va iniciar l'excavació en extensió del jaciment i el 2001, l'excavació més intensa dels voladissos de la secció oest, pel perill de despreniment que representaven. Aquests treballs van permetre tornar a intervenir tota la seqüència del rebliment. L'any 2020 va finalitzar l'excavació de la unitat amb restes arqueològiques superior TD10.

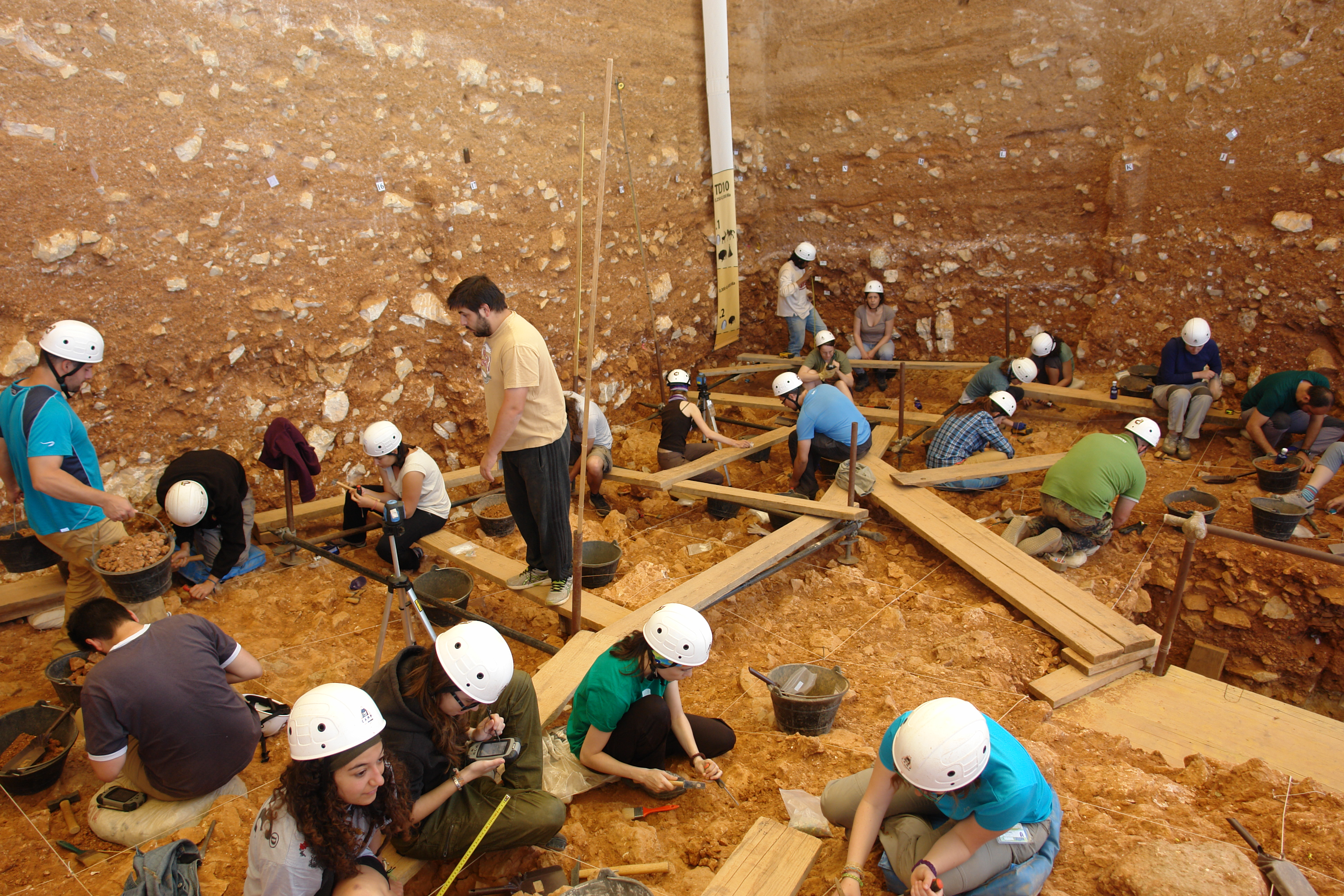
Superficie d'excavació a la part alta de la Gran Dolina

La Gran Dolina ha ofert informació clau per al coneixement de les poblacions d'hominins del final del Plistocè inferior i mitjà. Aquesta informació fa referència als sistemes tecnològics, les estratègies de subsistència, les capacitats cognitives i les característiques biològiques dels hominins que van habitar aquest paratge, sent un referent en l'estudi de l'evolució humana. L’any 2000 va ser declarat, juntament amb la resta de jaciments de la Serra d'Atapuerca, patrimoni de la humanitat per la UNESCO.

## Cronologia de la Gran Dolina
Els rebliments de la Gran Dolina han aportat una gran quantitat de restes arqueològiques i paleontològiques documentant l’activitat humana i paleoambiental de l’últim milió d’anys. La unitat TD3-4 conté indústria lítica i restes de fauna més antigues d'un milió d'anys abans del present (AP). Per altra banda, al nivell TD6 es va localitzar un important conjunt de materials que incloïa restes d’indústria lítica, fauna i restes d’homínids pertanyents a l'espècie Homo antecessor.
Els resultats de la datació per ressonància de spin electrònic (ESR, de l'anglès electron spin resonance) combinats amb sèries d’urani, van mostrar una edat per a la unitat TD6 d’entre 780.000 i 857.000 anys AP. Les dades procedents de l'estudi de la termoluminescència i luminescència estimulada per infrarojos suggereixen edats més antigues de 960.000 ± 120 anys AP. L’any 2018 es van obtenir resultats de la datació directa mitjançant ESR d’una dent d'Homo antecessor (ATD6-92) que van sostenir l'edat entre els 772.000 i els 949.000 anys AP per a les restes d’aquest nivell.
Entre les unitats TD7 i TD8 es va detectar una inversió de la polaritat, interpretada com a límit Matuyama-Brunhes, permetent la divisió de la seqüència estratigràfica en una fase de Plistocè inferior (TD1-2 a TD7) i una fase de Plistocè mitjà (TD8-TD11).
Les anàlisis geocronològiques situen la seqüència TD10 entre les etapes d'isòtops marins 11 i 9. La capa immediatament superior a la subunitat TD10.2 té dues dates de la sèrie ESR / urani (418.000 ± 63 anys i 337.000 ± 51 anys). També es van obtenir dates ESR recents sobre els grans de quars per a la mateixa capa (375.000 ± 37 anys) i la subunitat TD10.2 (378.000 ± 10 anys). No obstant això, les datacions per luminescència estimulada òpticament (OSL, de l'anglès optically stimulated luminescence) van proporcionar una data mitjana lleugerament discordant de 244.000 ± 26 anys AP per a aquesta capa. Les dades combinades d'ESR i d’urani ofereixen una edat mitjana de 337.000 ± 29 anys AP per a la subunitat TD10.1 superior. Les dades més recents obtingudes mitjançant ESR situen el TD10.1 superior en aproximadament 380.000 anys.

## Registre del Plistocè inferior

### Unitat TD3-4
Aquesta unitat té una potència sedimentària màxima de prop de 3 metres. S'hi va recuperar una important col·lecció de restes de mamífers herbívors i carnívors. Entre aquests últims, els ossos de l'espècie Ursus dolinensis són els animals més freqüents. L'elevada presència d’individus infantils i vells, l'abundància de restes i la presència d’urpades a les parets suggereixen que aquests animals devien circular i hivernar sovint a la cova durant el període de letargia. Per als herbívors com els cérvols i les daines, l’obertura de la cova va representar un avenc per on queien a l’interior i morien. L’activitat dels depredadors sobre aquests animals va estar present tot i que, com assenyalen els estudis tafonòmics, fou escassa. Algunes de les restes faunístiques presenten marques de tall, així com fractures d'origen antròpic que suggereixen que els grups d’hominins es van introduir a la cova per aprofitar part dels ungulats caiguts a l'interior. En el registre es varen identificar, juntament amb els ossos, restes de l'anomenat jaguar europeu (Panthera gombaszoegensis) i cànids (Canis sp.). Aquesta presència ha fet pensar que alguns d’aquests taxons van ser els responsables del consum de les carcasses tot i que no s'ha pogut desestimar la possible influència d'altres depredadors no identificats en el registre.
En aquest dipòsit sedimentari es va recuperar una petita col·lecció d’artefactes lítics. En concret es tractà de cinc peces (3 ascles i 3 còdols tallats) en quarsita. Aquests objectes presenten seqüències de talla simples, que es redueixen bàsicament a l'obtenció d’ascles a partir d'estratègies unipolars i a la configuració succinta de còdols per obtenir objectes tipus «chopper».
Malgrat que la informació arqueològica disponible per a aquesta unitat és encara escassa, els estudis de tecnològics i tafonòmics apunten a un ús esporàdic de la cova com a enclavament per al subministrament oportunista de recursos animals, en competència amb carnívors.

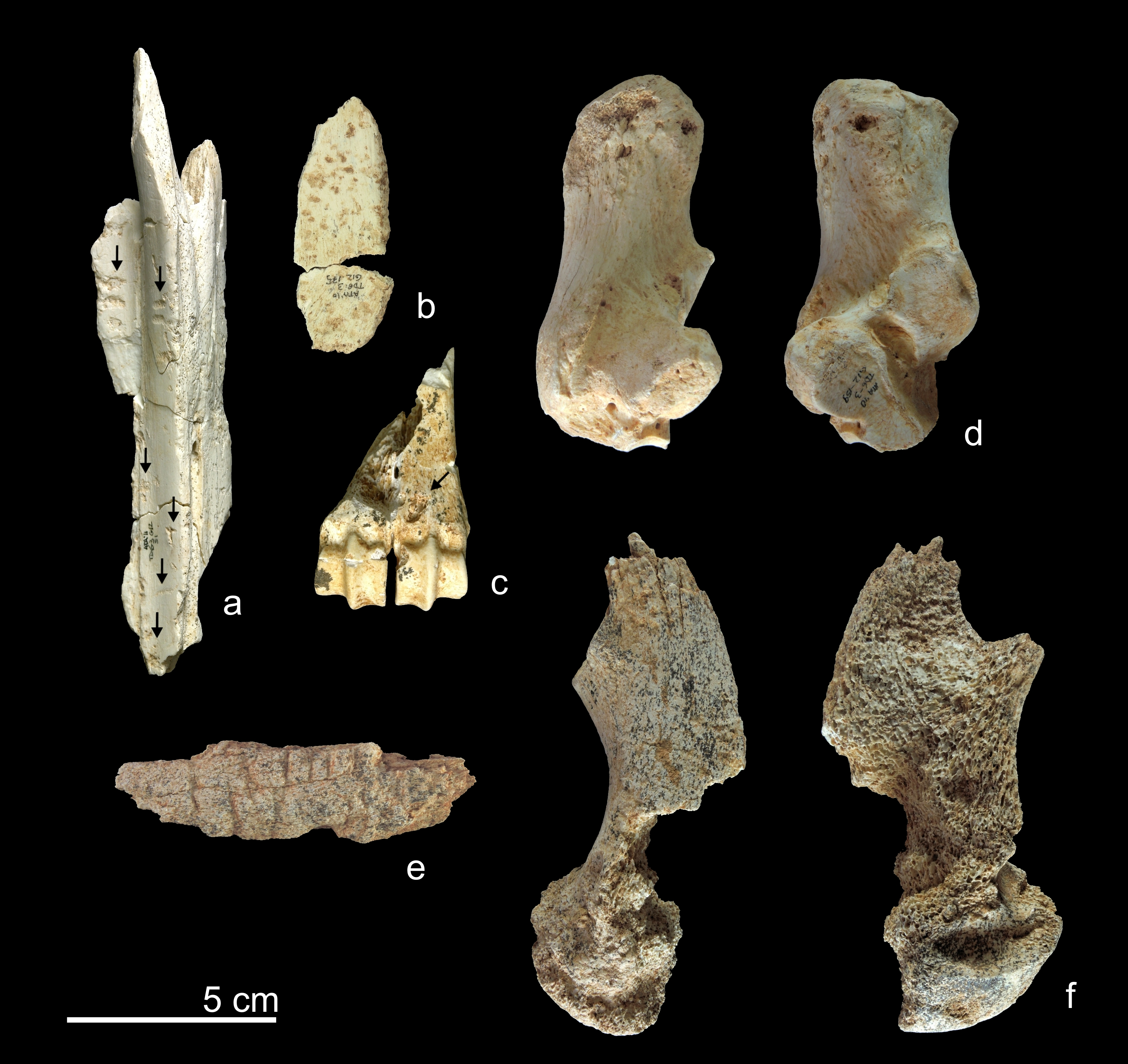
Ossos amb marques de dents de carnívors. (a) Cúbit-radi de cérvol amb un gran forat i marques de piquetejat; (b) exemplar indeterminat amb piquetejat; (c) Punció en metacarpià de cérvol; (d) Calcani d'os amb marques dentals a la porció proximal; (e) exemplar indeterminat amb piquetejat abundant; (f) Fèmur d'èquid amb solc en epífisi distal, a la imatge es mostren dues vistes del mateix exemplar

### Unitat TD5
Les restes recuperades a la Unitat TD5 tenen diferents orígens. Per una banda, els carnívors hi van desenvolupar gran part de la seva activitat. Un dels taxons més importants són els hiènids, de l'espècie Crocuta crocuta, ja que aquestes utilitzaven la unitat per a refugiar-se i tenir les seves cries. Així s'han documentat les restes de les seves preses junt amb alguns copròlits. També sembla que hi ha aportació per processos gravitacionals. Al nivell TD5 també hi ha registre que ens informa sobre l’activitat dels grups d'hominins. Destaca un còdol de quarsita amb explotació unifacial. Junt amb aquest també es va documentar un petit conjunt d’ossos amb marques de tall. Malauradament, el conjunt és petit per fer inferències econòmiques.

### Unitat TD6
La unitat TD6 de tres metres de gruix està dividida en tres subunitats, de més antiga a més jove són TD6.3, TD6.2 i TD6.1. Els processos sedimentaris de TD6.2 i TD6.1 són diferents dels de TD6.3. A TD6.1, al TD6.2, dominen les fàcies de canal amb capes de grava més gruixudes que en la unitat anterior. Cap a la zona del sud del jaciment, les fàcies de canals canvien lateralment a llims i fangs que és el dipòsit conegut que com a “estrat Aurora” en el que es va trobar els primers fòssils humans, eines de pedra i restes faunístiques del nivell. TD6 acaba amb fàcies de decantació vermella que indica una sedimentació lenta i un hiat temporal important entre TD6 i TD7.
El nivell TD6 ha estat excavat sobre una superfície discontínua de 20 m². La seva excavació s'ha fet, fins al moment, en dues fases. La primera durant el sondeig iniciat l’any 1993 i que afectà els sediments de TD6 durant les campanyes de 1994-1996. Més tard i entre els anys 2003 i 2010 es van excavar els sediments de la unitat TD6 mentre s'eliminaven els voladissos de la secció oest del jaciment. El registre total fins al moment està format per unes 8000 restes de macromamífers, més de 1000 restes d’indústria lítica, 500 copròlits i gairebé 200 restes d'hominins.

#### Subunitat TD6.3
El conjunt faunístic recuperat a la subunitat TD6.3 es caracteritza per la presència d’elements típics descrits als caus de les hienes: presència de restes de petits carnívors, fracturació elevada dels ossos, baixa supervivència d'epífisis i una alta freqüència (> 30%) de modificacions produïdes per carnívors, incloses grans quantitats d’ossos digerits. Tanmateix, no es van observar restes de cadells de hiena, cilindres diafisaris o una composició anatòmica diferencial entre diferents talles de pes dels animals recuperats. Les evidències antròpiques són escasses, encara que la presència d'eines de pedra i algunes marques de tall apunten a la presència de grups d'hominins a la cova o al seu entorn, tot i que la seva ocupació en aquest moment va ser poc freqüent seguint la mateixa dinàmica que en les unitats inferiors.

#### Subunitat TD6.2
En aquesta unitat s'ha recuperat una important col·lecció de restes humanes atribuïdes a Homo antecessor, juntament amb abundants eines de pedra i restes faunístiques.
Aquest conjunt ha estat interpretat com el resultat de l’alternança d’ocupacions de la cova com a campament, és a dir, un lloc referencial dins de la xarxa espacial representava per l'entorn de la Serra d'Atapuerca.
Les dades disponibles revelen un conjunt de comportaments complexos, incloent-hi caça, el transport de les carcasses a la cavitat, que significa el retard en el consum dels animals un cop obtingut i el repartiment dels aliments. Tots aquests caràcters han permès, proposar l'existència de la cooperació entre els individus del grup en l’obtenció, i explotació dels recursos carnis.
Les restes d’Homo antecessor, mostren en la seva superfície modificacions tafonòmiques relacionades amb l’aprofitament dels teixits d’aquests individus. Es tracta del cas de canibalisme antròpic més antic conegut fins a l’actualitat i que segons les evidències estratigràfiques actuals es va donar en una seqüència temporal dilatada.
Les modificacions antròpiques sobre Homo antecessor i altres animals suggereixen que el procés de carnisseria va ser igual en tots els taxons, i que les restes van ser descartades de la mateixa manera. En aquest context, el consum d'individus infantils va ser habitual. Aquest perfil d'edat és similar a l'associat als esdeveniments d'agressió intergrupal entre els ximpanzés. Aquests paral·lelismes han permès proposar la hipòtesi que el canibalisme de TD6 amb atacs sobre individus de baix risc, possiblement amb l'objectiu de defensar i expandir el territori d'aprovisionament de recursos d'altres grups veïns. D'altra banda, les restes de H. antecessor mostren certes singularitats, com l'absència de l’activitat de carnívors i una millor conservació d'ossos axials i fràgils, que a la resta d'animals del conjunt. Aquest caràcter sembla relacionat amb els diferents tipus d'ocupació que van ocórrer durant la formació de TD6.2 i els esdeveniments de canibalisme. Segons es desprèn d'aquestes investigacions, els hominins es trobaven a la part superior de la cadena tròfica i sent capaços de controlar la competència que podien generar altres grups de congèneres i altres depredadors. D’acord amb aquesta hipòtesi el grup d’hominins que ocupà la Gran Dolina caçava periòdicament individus d’un altre grup, centrats sobretot en individus més joves o més indefensos, en un d’escenari d’exo-canibalisme. Explicacions alternatives han valorat d’acord amb la Teoria del Forratge òptim i els models de selecció de les presses, l’abundància d'hominins i altres animals en l'entorn. Segons aquests estudis els humans estan sobrerepresentats en el conjunt fòssil, respecte a la seva abundància estimada al medi que podria relacionar-se amb una trobada més elevada. Aquesta possibilitat seria d’esperar si els individus canibalitzats pertanyessin al mateix grup, tot i que altres explicacions són possibles, es proposa la possibilitat d’un cas d’endocanibalisme.
Quant a la indústria lítica, en aquesta unitat es va recuperar una àmplia varietat de matèries primeres, amb el sílex com a matèria dominant, seguit de la quarsita, la quarsarenita, el gres, el quars i la calcària. S'observà un cert grau de planificació en la manera en què aquests recursos es gestionen, amb totes les fases de les cadenes de producció lítica representades (percussors, nuclis, ascles, ascles retocades i restes de talla). Entre eles estratègies d’explotació es van observar mètodes unipolars longitudinals, centrípets i, ocasionalment, bipolars sobre enclusa, totes elles destinades a l'obtenció sistemàtica de productes de petit i mitjà format. L’anàlisi traceològica indica activitats relacionades principalment amb els processos de carnisseria.

TD6.2 conté el conjunt arqueològic més antic dels jaciments de la Serra d'Atapuerca amb ocupacions d'hominins de llarga durada. Aquest tret es reflecteix en el gran nombre d’elements, l’ús de tota la gamma de matèries primeres disponibles, un cert grau de previsió en l’aprovisionament, cadenes de producció completes que suggereixen la producció i retoc d'ascles reutilitzades en el mateix jaciment, seqüències de reducció diverses, i eines retocades sistematitzades incipientment.  El conjunt lític de TD6.2 és ric i divers, fet que reflecteix l'establiment de Gran Dolina com un punt de referència en el territori que representa la Serra d'Atapuerca i el seu entorn.

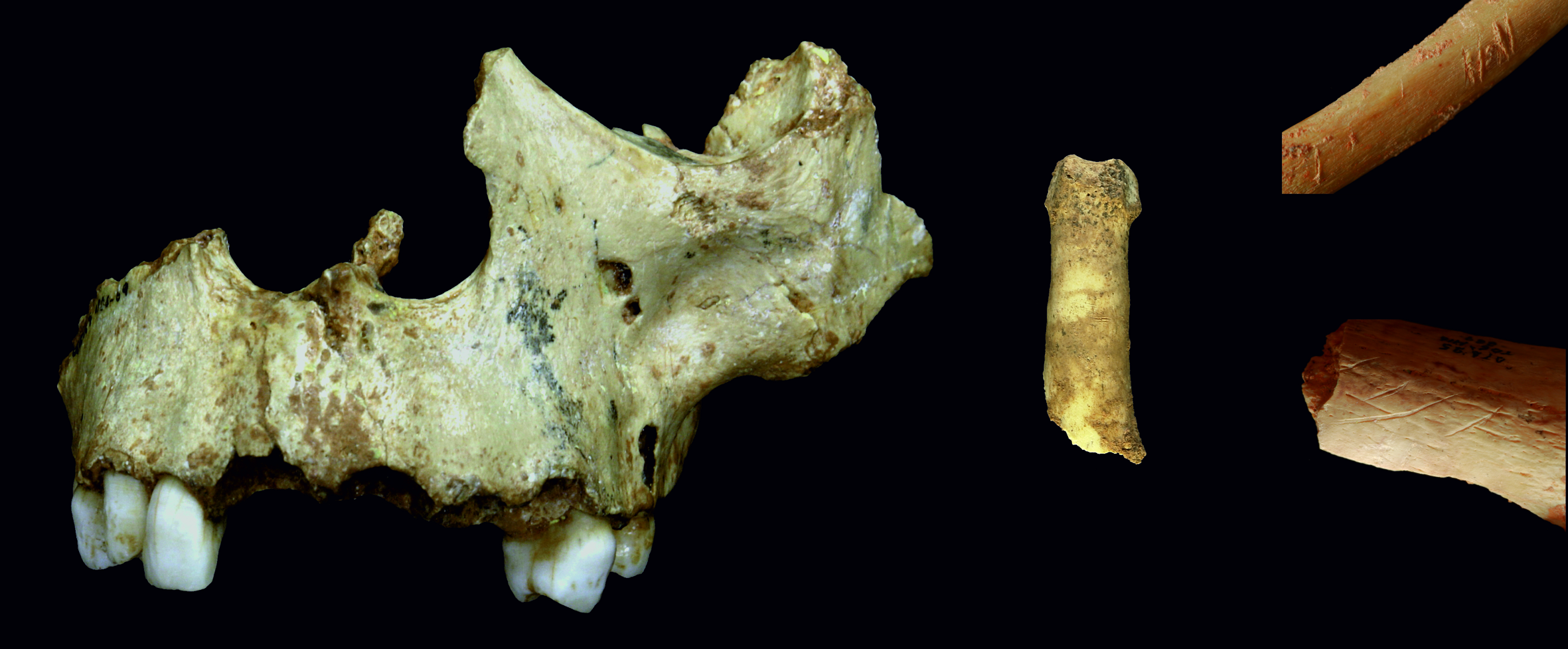
Restes canibalitzades d'Homo antecessor. S'observen marques antròpiques de tall.

### Unitat TD7
La unitat TD7 presenta un gran canvi respecte a la dinàmica de la cavitat. L’acció hídrica és la que marca la dinàmica general de la cavitat en aquest període. En aquest dipòsit han estat localitzades restes de Stephanorninus etruscus i Praevibos en connexió anatòmica. La disposició d’aquests esquelets apunta la possible reactivació de la cova com a trampa natural.

## Registre del Plistocè mitjà

### Unitat TD8
Aquesta unitat conté una gran acumulació faunística molt diversa en ungulats i carnívors, tot i que mostra un domini de les restes pertanyents a daines (Dama vallonnetensis), amb una presència ocasional de restes de carnívors. El conjunt de daines estava caracteritzat per la presència de restes de les extremitats i cranis. No s'observà un perfil de mortalitat selectiu, ja que encara que els animals adults van ser els predominants, també es va documentar un percentatge important d’exemplars immadurs, diversitat en l'edat de mort dels animals i una presència elevada de modificacions relacionades amb les mossegades de carnívors sobre els espècimens trobats en el conjunt. Hi ha una total absència de modificacions d'origen antròpic i d’indústria lítica. Segons Blasco i col·laboradors aquestes característiques suggereixen que el principal agent responsable de l'acumulació d'ungulats van ser els hiènids. No obstant això, hi ha diferents característiques que no es poden vincular completament a les que tradicionalment defineixen les acumulacions fetes per aquests carnívors. D’acord amb l'estudi de Blasco et al., a TD8, no hi ha restes de carnívors immadurs, excepte un element d’un llop de mosbach (Canis mosbachensis) jove, hi ha pocs copròlits; una elevada proporció d’ungulats adults; i una alta supervivència d’ossos sencers i epífisis. Aquesta variabilitat en la composició del conjunt respecte al qual seria d’esperar en una acumulació feta per hienes, pot estar relacionada amb el fet que el conjunt no és el producte exclusiu de l’activitat de les hienes, sinó de la combinació de l’activitat de diversos tipus d’agents tafonòmics entre les quals també hi va haver un accés d'altres carnívors. 

### Unitat TD9
Aquest nivell correspon a una fina capa rica en fosfats (40 cm), que informa del fet que la cavitat estava tancada a l'exterior. La hidroxiapatita és la principal font de fosfats, i probablement és deguda a l’acumulació de dipòsits de guano de ratpenat. Les mateixes condicions que porten a la formació de la hidroxiapatita autigènica produeixen una inestabilitat i dissolució de la hidroxiapatita de les possibles restes òssies, motiu pel qual no s'han localitzat aquest tipus de materials. El nivell presenta un tub vertical de secció el·líptica ple de dipòsits argilosos amb un percentatge d’arena del 50 per cent de color groc-rogenc. En aquesta unitat es van recuperar quatre peces d’indústria lítica datades per TL en 480.000 ±130 anys AP.

### Unitat TD10

#### Subunitat TD10.1
A la Subunitat TD10.1, s'han distingit diversos nivells arqueològics. La seqüència TD10 indica que el jaciment de Gran Dolina era un lloc conegut pels hominins del Plistocè mitjà: La cova es va utilitzar com un lloc de matança / carnisseria a TD10.2, i, d’altra banda, com un campament base al TD10.1, per a ocupacions de curta durada pel que fa a les parts central i superior de la seqüència de la unitat.

##### TD10.1 – Base
Està definit com un llit d’ossos i d’indústria lítica que contenia milers de restes, que s'ha interpretat com el resultat d’ocupacions d’alta intensitat o campaments base.
L'estudi tafonòmic va demostrar que el conjunt estava format gairebé exclusivament per ungulats adults. Les modificacions antròpiques reflecteixen l'execució d’una gran varietat de tasques de carnisseria. Sembla, a més, haver-hi alguna especialització en la caça de cérvols, encara que altres ungulats com cavalls, bisons i daines també estan presents en el conjunt, tot i que en proporcions menors. En l'àmbit tecnològic aquest conjunt pot representar l'evolució local del Mode 2 (Axeulià) al Mode 3 (Mosterià) a la Serra d'Atapuerca. El conjunt d’indústria lítica de la part inferior del subnivell TD10.1 és el que conté la més gran varietat de tipus d’eines lítiques de TD10.
Els estudis zooarqueològics i tafonòmics juntament amb els resultats de la tecnologia i la recerca de arqueoestratigrafia reforcen la proposta del fet que aquesta acumulació reflecteix ocupacions residencials de llarga durada. Els carnívors de mida mitjana i gran van actuar sobre les restes abandonades pels homínids.

##### TD10.1 – Central
L’obtenció d’ungulats en aquesta part de la seqüència està centrada en la caça de cérvols, cavalls i bisons, ocasionalment acompanyats d'altres taxons com ara Panthera leo.
Entre els mesomamífers s'ha identificat l’aprofitament d’animals com els conills. Segons aquestes apreciacions, es suggereix un espectre de recursos dietètics ampli per als grups d'hominins que van ocupar la cova durant la formació d’aquesta part de la seqüència. Les mossegades de carnívors d’altres depredadors que també freqüentaven la cova i consumien les restes abandonades pels grups humans.

##### TD10.1 – Superior
El conjunt arqueològic de la subunitat TD10.1 Superior, presenta menys densitat de materials. Segons les anàlisis de arqueoestratigrafia, tecnològics i zoo-arqueològics, aquest conjunt pot interpretar-se com el resultat d’ocupacions repetides de baixa intensitat i curta duració.
Aquesta part de la seqüència mostra clarament una fase de disminució progressiva en l’ús de Gran Dolina i, en termes tecnològics, sembla que segueixin les tendències de transició identificades a la resta del TD10.1.
L’acumulació de les restes de fauna va ser el producte de l’activitat d'hominins i probablement de diverses espècies de carnívors. Les dades taxonòmiques indiquen un escenari en el qual els dos grups taxonòmics tenen poca interacció.
Durant aquestes breus ocupacions, els hominins van accedir a les carcasses d’unglats de mida mitjana i gran (principalment cérvols i cavalls) que, a partir de dades dels nivells inferiors, gairebé segur que s'haurien pogut obtenir mitjançant diferents tàctiques de caça. Aquests animals van ser transportats i processats a Gran Dolina.
Els carnívors van accedir a la cova de forma alternada amb els hominins i, igual que aquests, també van introduir elements d'ungulats de mida mitjana i gran al jaciment.

#### Subunitat TD10.2
El llit d'ossos de bisó TD10.2 (TD10.2BB) és una acumulació amb una alta densitat de restes, perfectament delimitada al bell mig de la subunitat TD10.2. Els resultats de l'estudi zooarqueològic i tafonòmic de 24.216 exemplars han estat publicats per Rodríguez-Hidalgo et al. En aquest article es demostrava que es tracta d'un conjunt monoespecífic format principalment per Bison sp. i dominat per ossos axials (caps, costelles i vèrtebres). L’abundància, freqüència i distribució de les marques de tall trobades foren consistents amb l’accés primari a les carcasses. Les marques de tall es troben relacionades amb l'extracció de les pells dels cossos dels animals, grans masses càrnies, les vísceres i el processament d'altres teixits com les llengües. Segons els patrons de reemplaçament de les dents de llet i permanents i el desgast de les dents permanents s'ha pogut establir que en el conjunt existien animals de totes les edats en les mateixes proporcions que es troben en un ramat d’animals vius. A més la majoria van morir en dos moments, a finals de la primavera i inici de la tardor.
La carnisseria sistemàtica i intensiva de les carcasses, el transport dels elements més rics en greixos mono insaturats (moll de l’os) des de la cova a una altra ubicació i un patró de mortalitat estacional i catastròfica, apunten a l’adquisició de bisons mitjançant la caça comunal fa uns 400 kp AP. Els carnívors de mida mitjana i gran es van alimentar de les restes abandonades pels hominins. Per tant, aquest conjunt es va interpretar com un lloc de matança.
A TD10.2 també es va documentar l'especialització en la captació de matèries primeres per a la realització d’indústria lítica. El sílex domina la resta de matèries primeres, representant el 98% del conjunt. La quarsita i la sorrenca solen aparèixer en percentatges molt baixos. Totes les matèries primeres tenen orígens locals en un radi inferior a 2,5 km, tot i que la font primària potencial del sílex és la més propera a la cova, a uns 350 m. S'han documentat seqüències de producció completes per al sílex, amb nuclis relativament escassos, una gran proporció de productes i residus descarnats i una quantitat moderada d'ascles retocades. La reducció centrípeta és predominant sobre altres mètodes i es troba principalment a través d’estratègies bifacials. Els denticulats, les rascadores i les puntes són les eines més representades.
El reconeixement arqueològic de la caça comunitària aporta molt interès respecte de els termes evolutius i les implicacions que comporten, per a les capacitats d’anticipació, la complexitat social relacionada amb les estratègies de subsistència i l’obtenció d’aliment i el llenguatge articulat.

## Paleoecologia de la seqüència de Gran Dolina
La concentració de pol·len és pobre en els sediments de la Gran Dolina. La baixa concentració de pol·len i espores (0e664 grans / gram de sediment sec) és probable que s'expliqui per l'entorn sedimentari altament oxidant de les cavitats càrstiques. No obstant els estudis paleobotànics han permès fer certes interpretacions sobre la seqüència. La presència de taxons mediterranis és contínua al llarg de la seqüència de la Gran Dolina, encara que el seu domini es mostra altern. Des d’un punt de vista florístic destaca la presència d’espècies relictes del terciari als nivells inferiors de Gran Dolina (tipus Taxodium, Pinus haploxylon, Carya i Cedrus). Els taxons mediterranis són escassos a TD5, on les coníferes i Poaceae dominen l'espectre. Es produeix un augment moderat en la presència de taxons secs oberts en diverses mostres de TD6-3 a TD6-1, encara que això no s'ha d'interpretar com a indicatiu d'estepes fredes, si és indicatiu d'hàbitats esteparis en un entorn de mosaic. La gran abundància de llavors de Celtis sp. en TD6-2 és notable, prova de les condicions mediterrànies. Els taxons mediterranis dominen en TD7 i TD8 a costa d'una disminució en l'abundància de Poaceae, però les abundàncies relatives d'aquests dos grups són de nou similars a TD8-9. Les dues mostres a la part superior de TD8 apunten un domini dels arbres mèsics sobre els taxons mediterranis i una reducció dràstica en les coníferes, el que suggereix un període d'augment de la humitat. Els fòssils de macrovertebrats de TD8 indiquen un ambient humit. A TD10 s'observa un augment significatiu de Poaceae a costa de les espècies mediterrànies i els arbres mèsics, el que suggereix paisatges més oberts. Aquest patró és més extrem en les mostres de TD10-3, on l'abundància d'espècies mediterrànies és extremadament baixa i les Poaceae dominen l'espectre, encara que la presència d'arbres mèsics en aquestes mostres no suggereix un ambient realment hostil. A TD10-2 s'observà una millora climàtica marcada per una recuperació del component mediterrani de la flora, que es torna dominant en TD10-1, juntament amb una major abundància d'arbres mescos.
Les mostres obtingudes de TD5 i TD3-4 contenen petits mamífers d’ambients humits. L'herpetofauna de TD6.2 és indicativa d’una climatologia més seca i un paisatge més obert. De la mateixa manera, les restes d’aus al TD6 indiquen una climatologia seca, però la presència de castor (Castor fiber) demostren l'existència de cursos d’aigua propers. Finalment, les  restes d’aus al TD6 són d’espècies predominantment d’hàbitats de paisatge obert i de matolls, mentre que la presència d’aus aquàtiques (Anas sp.) i camallargues (Limosa limosa, Scolopax rusticola) constitueixen evidències addicionals que confirmen l'existència d’un entorn d’aigua abundant . La unitat TD7 és pobre en restes de petits vertebrats, però l'espectre d’espècies escamoses i amfíbies indica una elevada diversitat d’hàbitats.
En referència als conjunts de Plistocè mitjà, l’abundància moderada d’espècies boscoses a TD8 juntament amb la presència d’amfibis i espècies termòfiles escamoses com Blanus cinereus, Pelobates cultripes i Rhinechis scalaris indiquen que no hi va haver condicions dures durant aquest període.
Les paleotemperatures estimades per Blain et al. per a la zona d'Atapuerca, són sempre més càlides en comparació amb les temperatures actuals a la zona de Burgos. Les precipitacions anuals estimades oscil·len entre els 750 mm en el període més sec i els 1049 mm en el període més humit, mentre que la precipitació anual actual a Burgos és d’uns 570 mm.
El conjunt de macromamífers no inclou cap espècie indicativa d'un entorn fred. Els grans conjunts de mamífers no tenen cap element que indiqui inequívocament condicions difícils i la majoria d’espècies poden ser considerades de clima temperat.
 La fauna dels nivells inferiors de Gran Dolina (TD3-4 a TD8) inclou la presència de la hiena tacada, caçador oportunista adaptat als paisatges oberts. Tot i que el jaguar europeu també hi és present a la Serra d'Atapuerca en aquest període, suggerint l'existència de zones boscoses. La presència de daines (Dama vallonnetensis) i hipopòtams (Hipoppotamus sp.) ens confirma la presència d’ambients humits amb aigua abundant i climes temperats.

## Repercussió científica
Poques vegades, si és que en alguna, es pot trobar a la història arqueològica europea o mundial una seqüència temporal llarga de gairebé 750.000 anys, amb una densitat de materials molt alta, per a conèixer l'evolució comportamental dels hominins europeus i la biològica. En aquests sediments hi trobem restes dels que probablement foren els primers Homo colonitzadors d’Europa. Han permès descriure una nova espècie, l’Homo antecessor. Destaquen les implicacions de caràcter social que han tingut aquestes recerques, que ens han portat a establir les conductes cooperatives en les estratègies de subsistència al llarg del Plistocè. Tanmateix, en els nivells superiors hem pogut documentar l’ocupació per preneandertals, amb una transició de la indústria lítica des del mode 1 fins al mode 3 rudimentari en tot el gruix del sediment explorat. El jaciment ha permès també conèixer el paleoambient de la regió en aquest milió d’anys llarg.
La recerca molt recent ens ha permès saber, a través de la proteogenòmica dental de l'Homo antecessor, la relació filogenètica d’aquest amb d'altres hominins relacionats amb els denisovars i l’H.neanderthalensis.